# Laverne Bryan
Laverne Bryan, född 17 maj 1965, är en friidrottare från Antigua och Barbuda. Hon deltog vid olympiska sommarspelen 1984 och olympiska sommarspelen 1988.